# Britská královská rodina

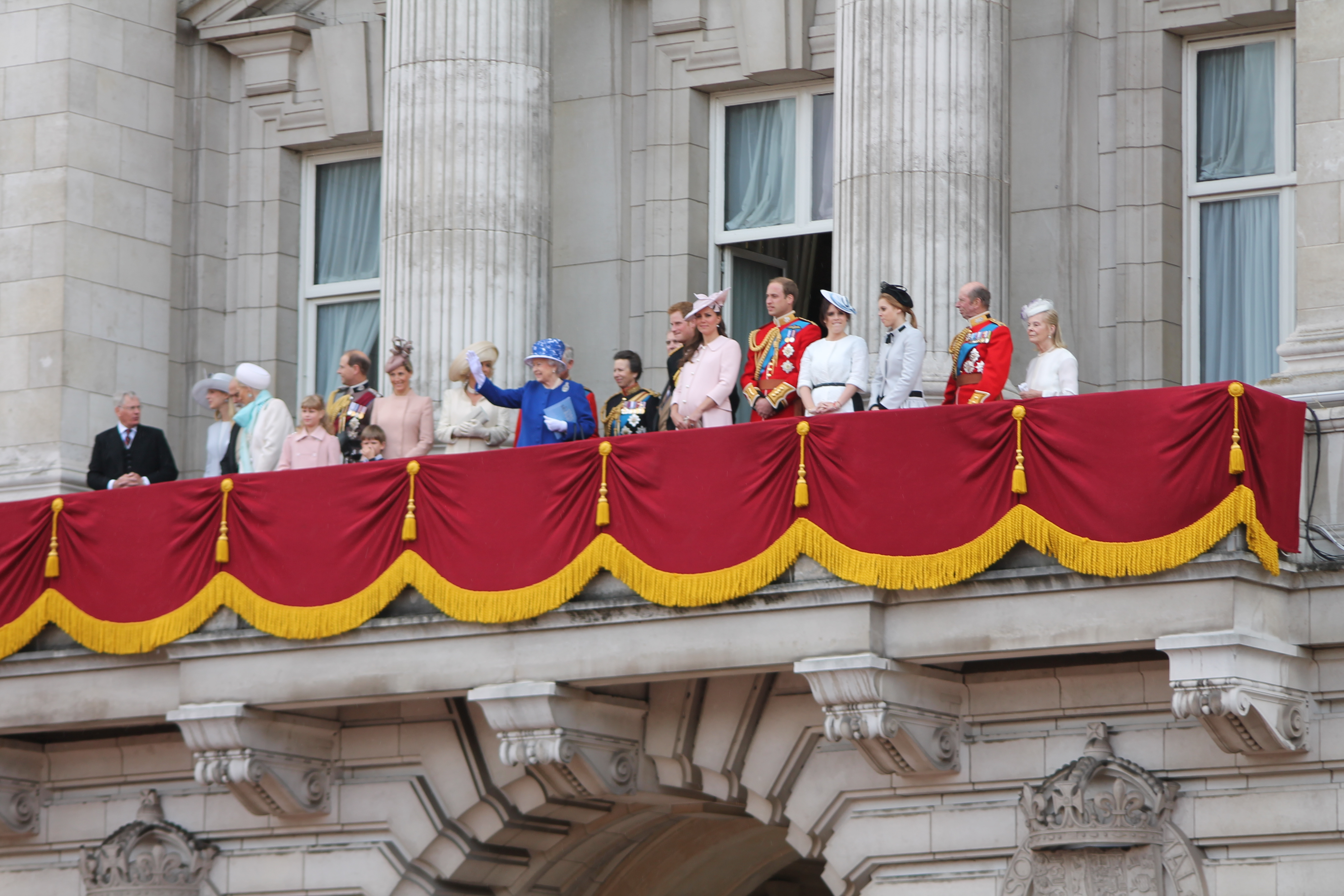
Členové Windsorské dynastie na balkóně Buckinghamského paláce, 15. červen 2013. Zleva doprava: princ Richard, vévoda z Gloucesteru, lady Rose Gilmanová, princ Michael z Kentu, princezna Michael z Kentu, lady Louise Mountbatten-Windsor, princ Edward, hrabě z Wessexu, James, vikomt Severn, Sophie, hraběnka z Wessexu, Camilla, vévodkyně z Cornwallu, korunní princ Karel, kníže z Walesu, JV královna Alžběta II., princezna Anna, princ Andrew, vévoda z Yorku, princ Harry vévoda ze Sussexu, Catherine, vévodkyně z Cambridge, princ William, vévoda z Cambridge, princezna Eugenie z Yorku, princezna Beatrice z Yorku, princ Edward, vévoda z Kentu, Katharine, vévodkyně z Kentu.

Britská královská rodina (anglicky British royal family) se skládá z krále Karla III. a jeho blízkých příbuzných. Neexistuje striktní právní či formální definice, kdo je, či kdo není členem královské rodiny kromě samotného krále Karla III., existují různé seznamy, které se liší. Mnoho členů podporuje krále při veřejných vystoupeních a často se věnují charitativní práci v oblasti jejich zájmů. Královská rodina je považována za britskou kulturní ikonu.
Obvykle jsou za členy královské rodiny považovány osoby, které mají nárok na oslovení Jeho/Její Královská Výsost (His/Her Royal Highness – HRH), Jeho/Její Veličenstvo (His/Her Majesty – HM), včetně těch, kteří takto byli oslovováni za panování předchozího krále. Podle tohoto měřítka pak současná královská rodina obvykle zahrnuje panovníka, děti a vnoučata v mužské linii panovníka současného a předchozího, děti nejstaršího syna prince z Walesu a všechny jejich současné či ovdovělé manžele.
Od roku 1917, kdy král Jiří V. změnil název královského rodu z rodu Koburků, patřili členové královské rodiny buď rodem, nebo sňatkem k rodu Windsorů. Starší titulovaní členové královské rodiny obvykle příjmení nepoužívají, ačkoli od roku 1960 mají k dispozici příjmení Mountbatten-Windsor. Používá se přímými potomky Alžběty II. kteří nemají královské oslovení ani tituly.

## Veřejná role

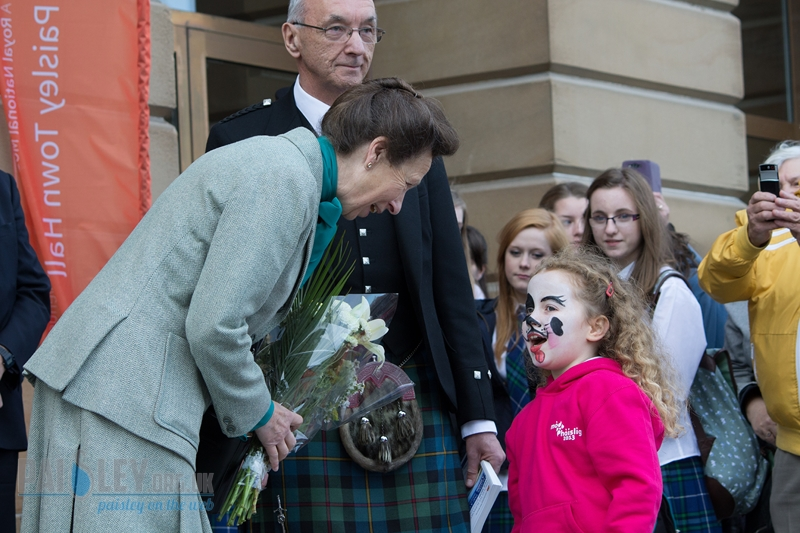
Princezna Anna

Britská královská rodina podporuje krále Karla III. v jeho povinnostech. Rodina každý rok „provádí více než 2 000 oficiálních vystoupení po celé Velké Británii i po celém světě“. Mezi vystoupení patří státní pohřby, národní slavnosti, zahradní slavnosti, recepce a návštěvy ozbrojených sil.
Vzhledem k veřejné úloze a aktivitám britské královské rodiny je dvořany někdy označována jako „Firma“, termín připisovaný princi Philipovi, vévodovi z Edinburghu. Královská rodina je považována za britskou kulturní ikonu, přičemž mladí dospělí ze zahraničí ji uvedli mezi skupinou lidí, s níž si nejvíce spojovali britskou kulturu.
Členové královské rodiny zakládají své vlastní charitativní organizace. Karel III. v době kdy byl korunním princem založil The Prince's Trust, která pomáhá mladým lidem ve Velké Británii, kteří jsou nějakým způsobem znevýhodněni. Princezna Anne založila The Princess Royal Trust for Careers, která pomáhá neplaceným pečovatelům a poskytuje jim emoční podporu a informace o žádostech o dávky a zdravotních postiženích. Hrabě a hraběnka z Wessexu založili v roce 1999 Wessex Youth Trust, od té doby byla organizace přejmenována na The Earl and Countess of Wessex Charitable Trust. Vévoda a vévodkyně z Cambridge jsou zakládajícími patrony Královské nadace, jejíž projekty se točí kolem duševního zdraví, ochrany přírody a záchranářů.

## Členové královské rodiny

### Seznam členů
Následující seznam členů britské královské rodiny je aktuální k září roku 2022:
- Karel III. a královna-manželka Camilla (král a královna-manželka)
  - William, princ z Walesu a Catherine, princezna z Walesu (králův syn a snacha)
    - princ George Alexander Louis z Walesu (vnuk krále)
    - princezna Charlotte z Walesu (vnučka krále)
    - princ Louis z Walesu (vnuk krále)

  - princ Harry, vévoda ze Sussexu a Meghan, vévodkyně ze Sussexu (králův syn a snacha)
- princezna Anna, královská princezna (sestra krále)
- Andrew, vévoda z Yorku (bratr krále)
  - princezna Beatrice z Yorku (dcera bratra krále)
  - princezna Eugenie z Yorku (dcera bratra krále)
- Edward, hrabě z Wessexu a Sophie, hraběnka z Wessexu (králův bratr a švagrová)
- Richard, vévoda z Gloucesteru a Birgitte, vévodkyně z Gloucesteru (králův strýc a přivdaná teta)
- princ Edward, vévoda z Kentu a vévodkyně z Kentu (králův strýc a přivdaná teta)
- princ a princezna Marie Kristina z Kentu (králův strýc a přivdaná teta)
- princezna Alexandra (králova teta)

### Příbuzní nepoužívající královský titul (září 2021)
Někteří blízcí příbuzní královny nepoužívají žádný královský titul, ale někdy se objevují v seznamech:
- Archie Mountbatten-Windsor (králův vnuk)
- Lilibet Diana Mountbatten-Windsor (králova vnučka)
- Sir Timothy Laurence (králův švagr)
  - Peter a Autumn Phillips (králův synovec a přivdaná neteř)
    - Savannah Phillips (králova praneteř)
    - Isla Phillips (králova praneteř)

  - Zara a Mike Tindall (králova neteř a přiženěný synovec)
    - Mia Tindall (králova praneteř)
    - Lena Tindall (králova praneteř)
    - Lucas Tindall (králův prasynovec)
- Edoardo Mapelli Mozzi (králův přiženěný synovec)
  - Sienna Mapelli Mozzi (králova praneteř)
- Jack Brooksbank (králův přiženěný synovec)
  - August Brooksbank (králův prasynovec)
- Lady Louise Mountbatten-Windsor (králova neteř)
- Vikomt Severn (králův synovec)
- Hrabě a hraběnka ze Snowdonu (králův bratranec a přivdaná sestřenice)
  - Vikomt Linley (králův synovec z druhého kolene)
  - Lady Margarita Armstrong-Jones (králova neteř z druhého kolene)
- Lady Sarah a Daniel Chatto (králova sestřenice a přiženěný bratranec)
  - Samuel Chatto (králův synovec z druhého kolene)
  - Arthur Chatto (králův synovec z druhého kolene)
- Sarah, vévodkyně z Yorku (bývalá králova švagrová)

## Majetek
Majetek britské královské rodiny je odhadován na 21 miliard dolarů (2021).